# Chicho Severino
Chicho Severino (Yamasá, provincia de Monte Plata, 6 de junio de 1973) es un Músico dominicano. Empezó a tocar la guitarra a los 12 años, inspirado por el cantante Rafael Encarnación.
Años más tarde, grabó su primera producción: "Al que le Debo que se Aguante"  bajo el sello Discográfico Nepo Núñez Records. Con el mismo sello grabó su segunda producción titulada "Ya Pagué", seguido por una tercera titulada "Castigo de Amor" y el tema  "Millonario y Qué". Actualmente Chicho pertenece al sello discográfico MMG Records de la señora María Molina.

## Discografía

### 199617 Grandes Éxitos
- 01 Olvidame Que Te Olvide
- 02 Si No Quieres Yo Voy Ganando
- 03 Logré Olvidarte
- 04 Si No Me Quieres Yo NO Te Quiero
- 05 Campesino
- 06 Los Tiempos Que Se Van No Vuelven
- 07 Pena De Hombre
- 08 El Sazón De La Vecina
- 09 Muero Contigo
- 10 Déjalo Que Hablen
- 11 Esclavo De Tu Amor
- 12 Ansiedad
- 13 Un Chin Chin
- 14 Castigo De Amor
- 15 El Susto
- 16 La Historia De Nuestro Amor
- 17 Mi Último Adiós

### 1998:Millonario y Qué
- 01 Millonario Y Qué
- 02 Si NO Me Quieres Voy Ganando
- 03 Un Chin Chin
- 04 No Hay A Quien Querer
- 05 Ya Te Olvide Chicho severino
- 06 Ya Pague
- 07 Castigo De Amor
- 08 Mambo Millonario
- 09 Por Qué Te Quiero
- 10 Mal Agradecido

### 2000:Me Enlié de Nuevo
- 01 Me Enlié De Nuevo
- 02 Todo Acabó
- 03 El Jefe
- 04 Muero Contigo
- 05 Dos Locos Enamorados
- 06 Yo Sólo Se
- 07 Cosa Grande
- 08 El Gustón
- 09 Dulce Anhelo
- 10 Pena De Hombre

### 2005:Nunca Me Faltes
- 01 Nunca Me Faltes
- 02 Ya Quebré
- 03 Papá Bonyé
- 04 El Amor
- 05 No Me Hablen De Ella
- 06 El Comentario
- 07 Te Vengo A Buscar
- 08 Vete Lejos
- 09 El Amor Tuyo
- 10 No
- 11 Chicha Queriendo A Chicho

### 2012:Enfermo del Bolsillo
- 01 Quisiste Encontrar
- 02 Enfermo Del Bolsillo
- 03 Lo Que Quedó De Chicho
- 04 Como Te Atreves
- 05 Caminaba Triste Y Sólo
- 06 Que Nadie Me Diga
- 07 No Me Digas Lo Que Fuiste
- 08 Chicho & El General
- 09 Si Tu Volviera
- 10 Vecina